# Delta Ophiuchi
Delta Ophiuchi (δ Oph) – czwarta co do jasności gwiazda w gwiazdozbiorze Wężownika (wielkość gwiazdowa: 2,75m, znajdująca się w odległości około 171 lat świetlnych od Słońca. Jest czerwonym olbrzymem.

## Nazwa
Jest to jedna z dwóch gwiazd reprezentujących lewą rękę Wężownika, obok Epsilon Ophiuchi (Yed Posterior). Tradycyjna nazwa gwiazdy, Yed Prior, wywodzi się z arabskiego ‏يد‎ Yed, co oznacza „ręka” i łac. Prior, oznaczającego „przednia”. Międzynarodowa Unia Astronomiczna w 2016 roku formalnie zatwierdziła użycie tej nazwy dla określenia tej gwiazdy.

## Charakterystyka
Jest to gwiazda typu widmowego M, chłodniejsza od Słońca, choć dość jasna jak na ten typ widmowy (należy do wczesnego podtypu M0,5). Nie ma pewności, na jakim etapie ewolucji jest ten olbrzym i czy w jego helowym jądrze odbywają się już reakcje syntezy helu w węgiel. Mała zmienność jasności tej gwiazdy sprawia, że jest ona użyteczna dla ustalenia skali temperatur gwiazd. Jest dość bogata w żelazo (zawiera około dwukrotnie więcej tego pierwiastka niż Słońce) i ma prawie trzykrotnie wyższą zawartość azotu.